# Piękna Lukanida
Piękna Lukanida (ros. Прекрасная Люканида) – rosyjski film z 1912 roku w reżyserii Władysława Starewicza. Pierwszy w dziejach kina animowany film lalkowy. Premiera filmu o żukach jelonkach odbyła się w Moskwie 26 marca 1912 - wg starego porządku (kalendarz Juliański) czyli 8 kwietnia 1912 r. wg nowego porządku tzn. aktualnie obowiązującego kalendarza gregoriańskiego.

## Fabuła
Film przedstawia animowane żuki odgrywające role Heleny i Parysa, postaci z mitologii greckiej.